# Bad Ems
Bad Ems, česky Emže lázně, je lázeňské město v německé spolkové zemi Porýní-Falc na řece Lahn. Čítá cca 10.000 obyvatel a je administrativním centrem okresu Rýn-Lahn. Od roku 2021 je na seznamu Světového dědictví UNESCO v rámci položky Slavná lázeňská města Evropy.

## Poloha
Bad Ems se nachází cca 40 km západně od biskupského města Limburg an der Lahn a cca 20 km východně od Koblenze. Leží na obou březích řeky Lahn, na jihu ho obklopuje pohoří Taunus, na severu Westerwald. Kromě toho se vyznačuje krásným okolím, jež vytváří klikaté říční údolí.

## Historie
První listinná zmínka o městě pochází z roku 880. Městská práva získal Ems v roce 1324. Roku 1913 byl městu udělen dodatečný název Bad (lázně).
V římské době se v prostoru dnešního centra nacházel kastel, po němž se však nezachovaly žádné pozůstatky. Zato jsou v okolí dodnes patrné zbytky antického limitu, oddělujícího v 1. – 3. století n. l. provincie římského impéria od svobodné Germánie.
V 16. a 17. století nabyl Bad Ems významu jako lázeňské město a v 19. století sem zavítala celá řada tehdejších prominentních osobností, např. ruští carové Mikuláš I. a Alexandr II., císař Vilém I., anebo umělci jako Richard Wagner či Fjodor Michajlovič Dostojevskij.
V roce 1947 se stal Bad Ems sídlem Statistického úřadu spolkové země Porýní-Falc a roku 1969 sídlem nově založeného zemského okresu Rýn-Lahn (Rhein-Lahn-Kreis).

## Dokumenty spojené s názvem města
- Emžská punktace byla vydána 25. srpna 1786 jako závěr jednání arcibiskupů z Mainzu, Trieru, Kolína a Salzburgu; požadovala omezení moci papeže.
- Emžská depeše, která byla odeslána dne 13. července 1870 a napomohla k rozpoutání prusko-francouzské války.
- Emžský dekret byl tajný výnos ruského cara Alexandra II. vyhlášený v roce 1876; zakazoval v Ruské říši  vydávání jakýchkoli tiskovin v ukrajinštině.

## Dolování
V okolí města se po dlouhou dobu těžily stříbro, olovo, měď a zinek.